# Mastomys natalensis
Mastomys natalensis é uma espécie de roedor da família Muridae.

## Distribuição geográfica
Pode ser encontrada nos seguintes países: Angola, Benin, Botswana, Burkina Faso, Burundi, Camarões, República Centro-Africana, Chade, República do Congo, República Democrática do Congo, Costa do Marfim, Guiné Equatorial, Etiópia, Gabão, Gana, Guiné, Guiné-Bissau, Quénia, Lesoto, Malawi, Mali, Mauritânia, Moçambique, Namíbia, Níger, Nigéria, Ruanda, Senegal, Serra Leoa, Somália, África do Sul, Sudão, Suazilândia, Tanzânia, Togo, Uganda, Zâmbia e Zimbabwe.

## Habitats
Os seus habitats naturais são: florestas secas tropicais ou subtropicais , florestas subtropicais ou tropicais húmidas de baixa altitude, savanas áridas, savanas húmidas, matagal árido tropical ou subtropical, matagal húmido tropical ou subtropical, terras aráveis, pastagens, jardins rurais, áreas urbanas, terras irrigadas e áreas agrícolas temporariamente alagadas.